# Sematophyllum calliferum
Sematophyllum calliferum là một loài Rêu trong họ Sematophyllaceae. Loài này được (Geh. & Hampe) Broth. ex Dixon miêu tả khoa học đầu tiên năm 1941.